# Timirjasewa
Timirjasewa (russisch Тимирязева) ist ein Dorf (posjolok) in Südrussland. Es gehört zur Republik Adygeja und hat 1163 Einwohner (Stand 2019). Im Ort gibt es 6 Straßen. Timirjasewa liegt 8 km südlich von Tulski (dem Verwaltungszentrum des Bezirks) auf der Straße. Mitschurina ist der nächstgelegene ländliche Ort.